# 945 Madison Avenue

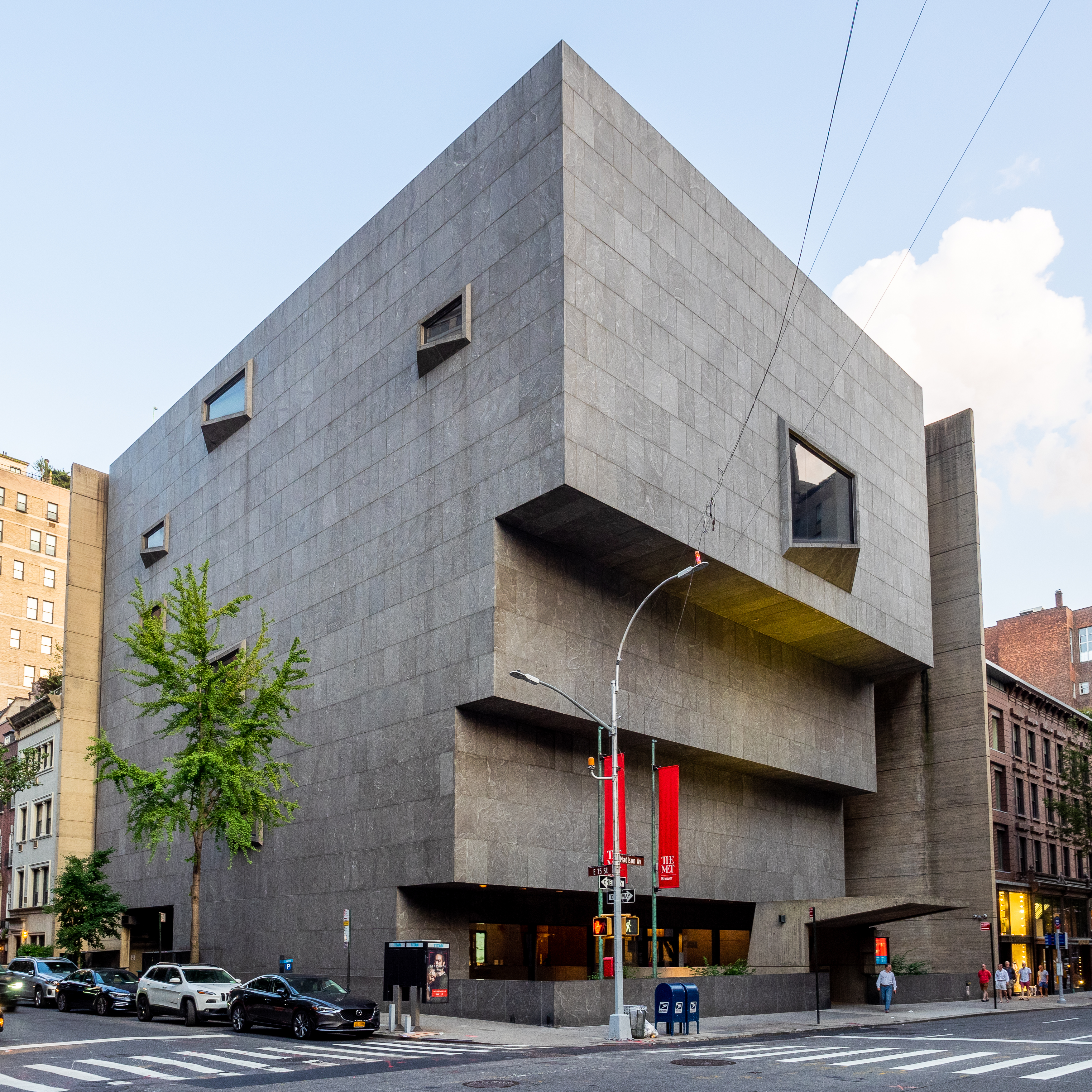
Das Gebäude am 25. Juli 2019

945 Madison Avenue, auch Breuer Building, ist ein denkmalgeschütztes Bauwerk an der Upper East Side von Manhattan in New York City, Vereinigte Staaten. Das von Marcel Breuer entworfene Gebäude diente einst als Kunstmuseum für das Whitney Museum of American Art und anschließend für einige Jahre als Filiale des Metropolitan Museum of Art (MET) sowie als Ausweichquartier für das Kunstmuseum Frick Collection. Seit 2023 ist es im Besitz des 1744 in London, England, gegründeten Auktionshauses Sotheby’s, das hier seinen globalen Hauptsitz einrichtete.

## Lage

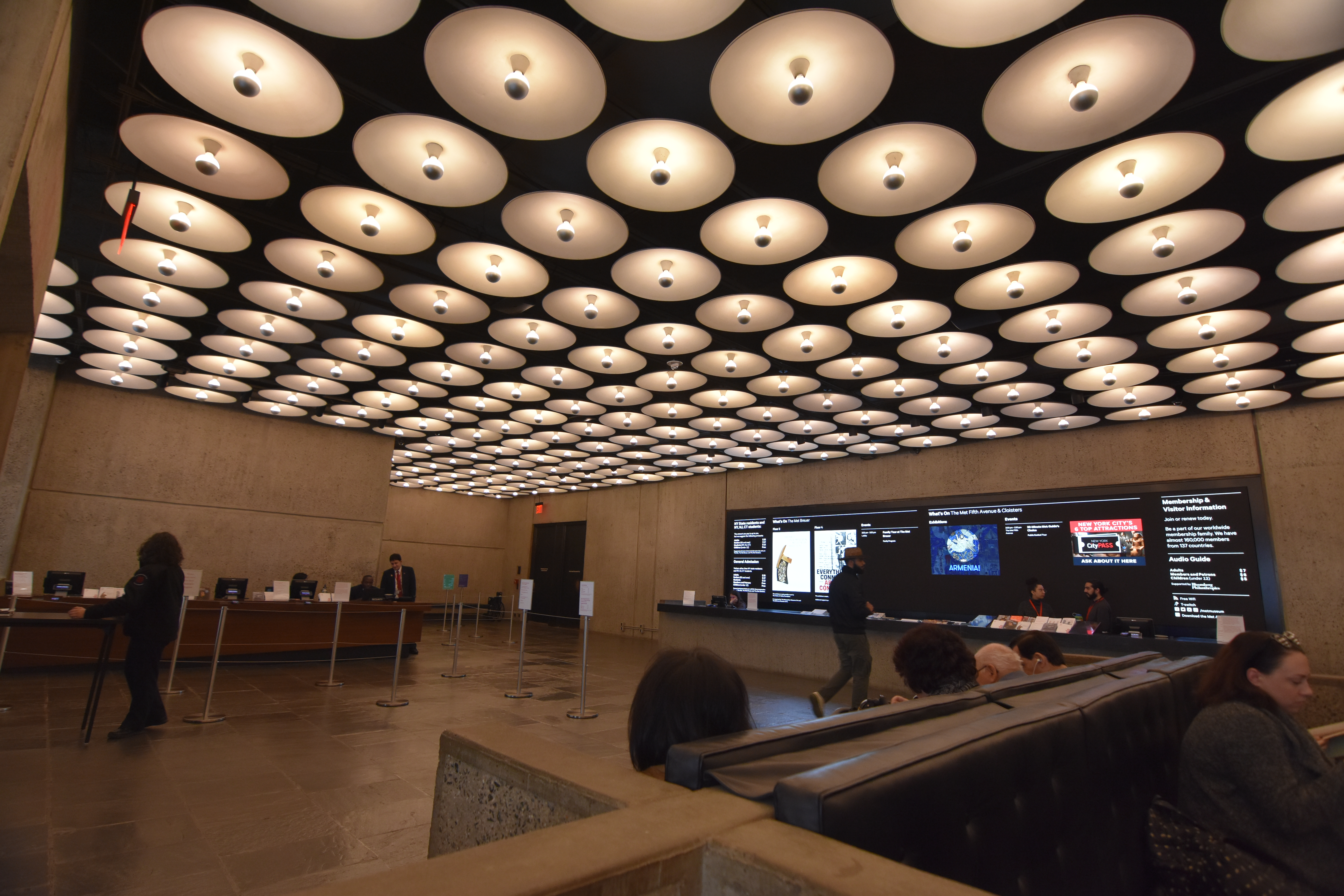
Innenansicht von 2018 als MET Breuer

Die 945 Madison Avenue befindet sich an der Kreuzung Madison Avenue/East 75th Street im wohlhabenden Viertel Lenox Hill in der Upper East Side. Das Gebäude steht einen Block östlich vom Central Park und sechs Blocks südlich vom MET entfernt. Es ist Teil des historischen Viertels Upper East Side Historic District. In unmittelbarer Umgebung sind zahlreiche Kunstgalerien und Luxus-Modeläden ansässig.

## Architektur
Das im Stil des Brutalismus errichtete, markante fünfstöckige Gebäude hat eine Fassade aus Sichtbeton und Granit. Weitere verwendete Materialien sind gespaltene Schieferböden, Bronzetüren und Teakholz. Es besitzt an den beiden Straßenfassaden insgesamt nur sieben trapezförmige abgewinkelte Fenster unterschiedlicher Größe. Die Gebäudeseite an der Madison Avenue ist wie ein auf dem Kopf stehendes Zikkurat gestaltet. An der Madison Avenue befindet sich der Haupteingang, zu dem man über eine überdachte Betonbrücke über einen 4,5 Meter tieferliegenden versunkenen Innenhof gelangt.

## Geschichte

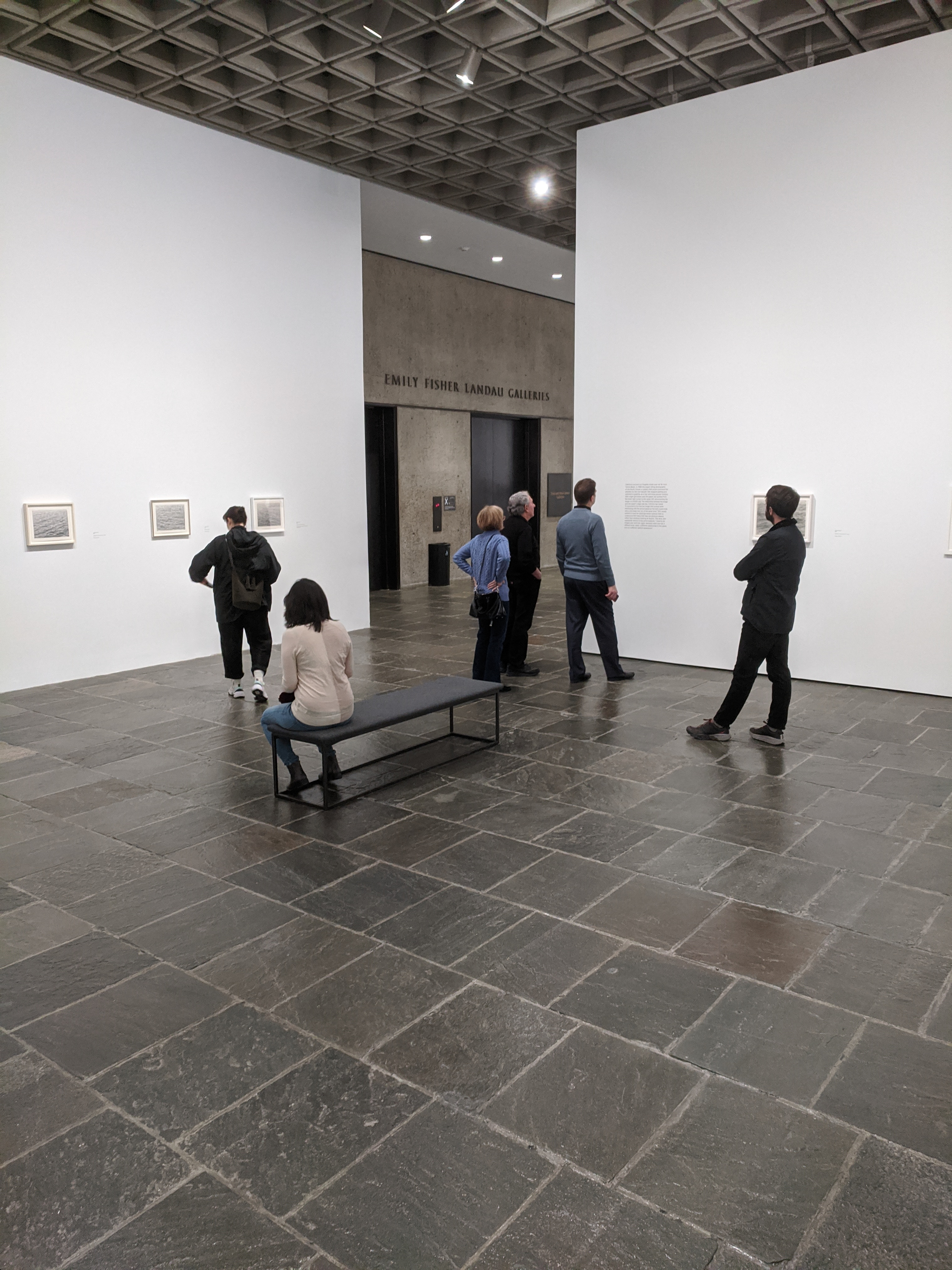
In der vierten Etage (2020)

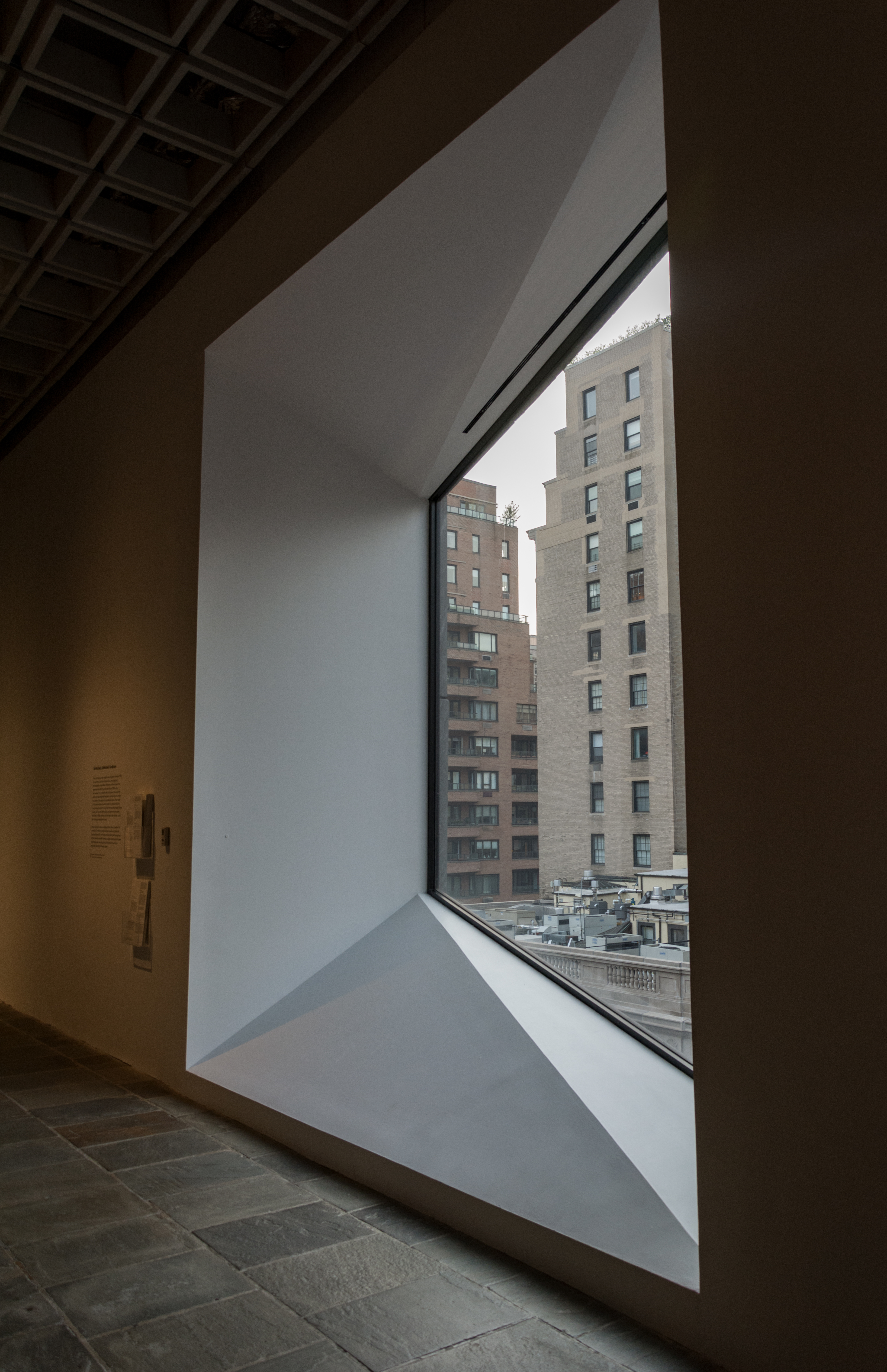
Eines der ikonischen Fenster

Das Bauwerk wurde 1966 als dritter und zugleich erster dauerhafter Sitz des Whitney Museum of American Art eröffnet. Architekten waren Hamilton Smith und Marcel Breuer, nach dem das Gebäude benannt wurde. Es steht auf einem 1200 m² großen Grundstück, das zuvor von sechs in den 1880er Jahren erbauten Reihenhäusern belegt war. Das Whitney Museum nutzte das Gebäude bis 2014 und zog 2015 wegen Platzmangel in ein neuerbautes Museumsgebäude im Meatpacking District in Lower Manhattan um.
Von 2016 bis 2020 richtete das Metropolitan Museum of Art hier temporär mit dem „MET Breuer“ eine Galerie als Erweiterung der Modernen und Zeitgenössische Kunst ein. Während der Renovierung und Erweiterung des unweit gelegenen Gebäudes der Frick Collection wurde das Breuer Building anschließend bis Ende 2024 als Ausweichquartier für dessen Ausstellungen genutzt.
Das internationale Auktionshaus Sotheby’s kaufte 2023 vom bisherigen Besitzer Whitney Museum die 945 Madison Avenue für 100 Millionen US-Dollar als zukünftigen globalen Hauptsitz und übernahm das Gebäude am 4. November 2024. Es beauftragte das Schweizer Architekturbüro Herzog & de Meuron nach Auszug der Frick Collection mit der Leitung für die Renovierung des Gebäudes. Neben Auktionsräumen beherbergt 945 Madison Avenue nach der Wiedereröffnung 2025 öffentliche Galerie- und Ausstellungsräume.
Am 19. Mai 1981 wurde das Breuer Building Teil des Upper East Side Historic Districts. Am 20. Mai 2025 erklärte die New Yorker Landmarks Preservation Commission (LPC) das Bauwerk zum Wahrzeichen der Stadt und stellte das Äußere sowie die ersten Etage im Innern unter Denkmalschutz.